# Nilvange
Nilvange – miejscowość i gmina we Francji, w regionie Grand Est, w departamencie Mozela.
Według danych na rok 1990 gminę zamieszkiwały 5583 osoby, a gęstość zaludnienia wynosiła 1987 osób/km² (wśród 2335 gmin Lotaryngii Nilvange plasuje się na 79. miejscu pod względem liczby ludności, natomiast pod względem powierzchni na miejscu 1189.).